# Masanori Ašida
Masanori Ašida (芦田 昌憲, Ašida Masanori, * 1945) je japonský fotograf.